# Elezioni locali in Corea del Nord del 1981
Le elezioni delle assemblee popolari provinciali, municipali, cittadine, delle contee e dei distretti in Corea del Nord del 1981 si tennero il 5 marzo. 
Furono eletti 3 705 deputati delle assemblee popolari provinciali e municipali e 24 191 deputati delle assemblee popolari delle città, delle contee e dei distretti.
L'affluenza fu del 100% e i candidati ricevettero un tasso di approvazione del 100%.